# Luinne Bheinn
Der Luinne Bheinn ist ein 939 m (3.081 ft) hoher, als Munro und Marilyn eingestufter Berg in Schottland. Sein gälischer Name bedeutet wahrscheinlich Berg der Fröhlichkeit oder Berg der Melodie, wird gelegentlich aber auch als Zorniger Berg übersetzt. Abweichend von der üblichen Reihung bei gälischen Bergnamen steht Bheinn (gälisch für Berg) an zweiter Stelle, was auf die mittelalterliche Besiedlung dieses Bereichs der Northwest Highlands durch norwegische Wikinger zurückgeht.  Er liegt auf der Westküste auf der zur Council Area Highland gehörenden Halbinsel Knoydart, gut 35 Kilometer nordwestlich von Fort William.
Gemeinsam mit dem südwestlich benachbarten, 946 m (3.104 ft) hohen Meall Buidhe und weiteren, niedrigeren Gipfeln bildet der Luinne Bheinn eine eigenständige kleine Berggruppe im südöstlichen Teil von Knoydart. Sie liegt etwa acht Kilometer östlich von Inverie, der einzigen größeren Ansiedlung auf Knoydart. Begrenzt wird die Berggruppe im Norden vom Gleann an Dubh-Lochain, dem Tal des River Inverie, und im Süden vom Tal des Allt Gleann Meadail, einem Nebenfluss des River Inverie. Im Südosten begrenzt das Tal des River Carnach die Berggruppe, im Nordosten stellen mehrere hochgelegene Bealachs den Übergang zu den nördlich und östlich benachbarten Bergen dar. Der vor allem im oberen Bereich von Fels und steilen Flanken geprägte Luinne Bheinn besitzt einen kurzen, in etwa von Nordwest nach Südost verlaufenden Gipfelgrat mit zwei Gipfeln. Der Hauptgipfel liegt im Nordwesten, am südöstlichen Ende liegt der mit 936 m (3.071 ft) Höhe nur geringfügig niedrigere Ostgipfel. Vom Hauptgipfel verläuft der Grat weiter nach Norden und dann Nordwesten. Er fällt über den 664 m (2.178 ft) hohen Vorgipfel Bachd Mhic an Tosaich bis zum Mam Barrisdale ab, einem auf etwa 450 m Höhe liegenden Bealach, der im Inneren von Knoydart einen der wenigen Übergänge von der Südküste zur Nordküste der Halbinsel bietet. Am Ostgipfel laufen drei Grate zusammen. Der breite kurze Nordostgrat fällt in das Gleann Unndalain ab, das nach Norden zum Loch Hourn führt. Nach Osten führt ein schmaler Grat zum Mam Unndalain, einem weiteren Pass, der auf etwa 520 m Höhe liegt. Nach Süden führt ein  Grat, der sich bis zum Bealach a’ Choire Odhair auf etwa 710 m absenkt und ab da weiter nach Südosten führt. Zusammen mit dem Ostgrat umschließt er das Coir’ Each. An den Bealach a’ Choire Odhair schließt sich der Meall Coire na Gaoithe’n Ear an, ein mit 801 m (2.628 ft) als Corbett-Top eingestufter Vorgipfel des Meall Buidhe. Der Südgrat und der Gipfelgrat umschließen das sich nach Westen öffnende Coire Odhar, ein felsiges Kar, das durch mehrere kleine Bergseen gekennzeichnet ist.

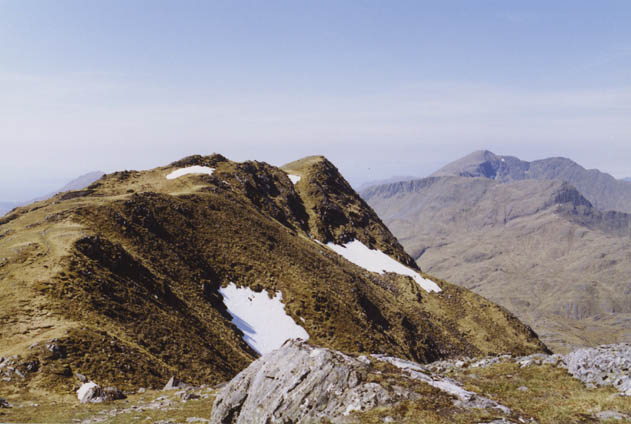
Der Gipfelgrat, Blick vom Ostgipfel zum Hauptgipfel des Luinne Bheinn, im Hintergrund der Ladhar Bheinn
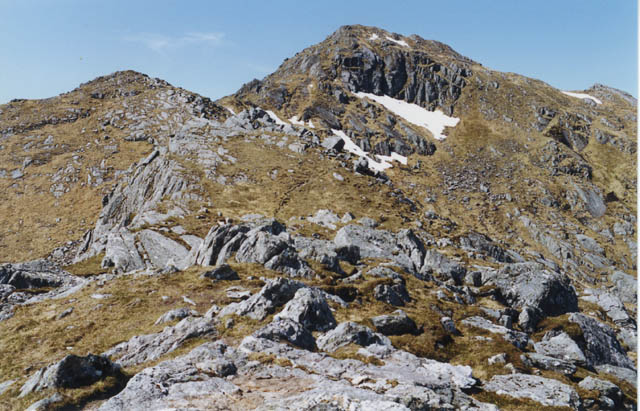
Blick vom Mam Unndalain über den Ostgrat zum Gipfelbereich des Luinne Bheinn
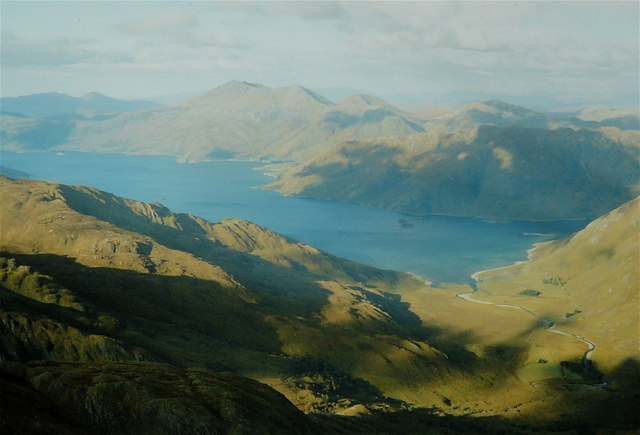
Blick vom Gipfel nach Norden auf Barrisdale und Loch Hourn
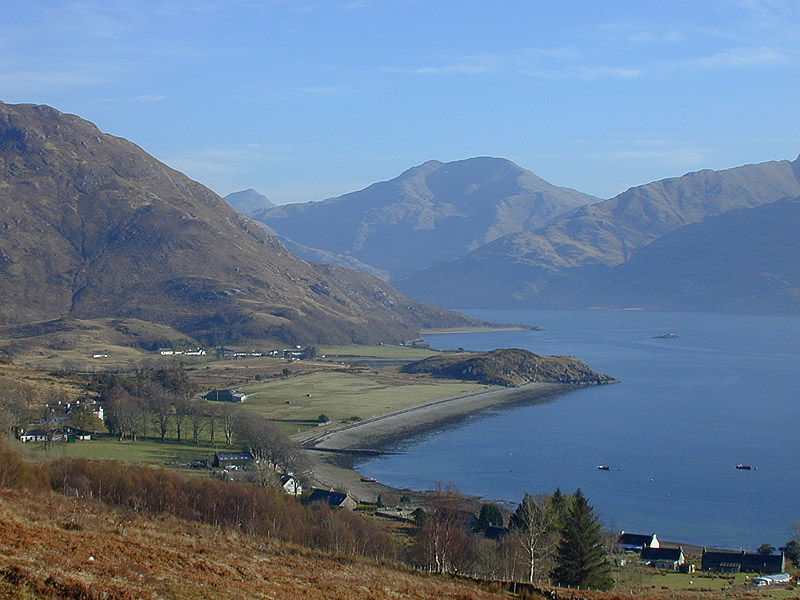
Blick von Arnisdale, am Nordufer von Loch Hourn, nach Südosten zum Luinne Bheinn

Durch die Lage auf der nicht an das schottische Straßennetz angeschlossenen und in weiten Teilen unbewohnten Halbinsel Knoydart zählt der Luinne Bheinn zu den entlegensten und am schwersten erreichbaren Munros. Ausgangspunkt ist die kleine, nur mit Fähren von Mallaig erreichbare Ansiedlung Inverie an der Südküste von Knoydart. Von dort führt ein Weg nach Osten entlang des River Inverie in das Gleann an Dubh-Lochain und zum Mam Barrisdale. Von dort kann der Luinne Bheinn über den Bachd Mhic an Tosaich  und den Nordgrat erreicht werden. Munro-Bagger besteigen den Luinne Bheinn oft im Rahmen einer Rundtour gemeinsam mit dem Meall Buidhe, zu dem über den Südgrat und den Bealach a’ Choire Odhair ein Übergang möglich ist. Die Tour ist aufgrund ihrer Länge und des teils rauen und weglosen Terrains anspruchsvoll.